# Svatý Nikita
Svatý Nikita z Medikionu (latinsky Nicetas hegumenus) byl igumen kláštera Meditii a odpůrce ikonoklasmu. Katolické a pravoslavné církve jej uctívají jako světce.

## Život
Není známo, kdy a kde se Nikita narodil. V dospělosti se stal představeným – igumenem kláštera Meditii. Odmítal hereze, se kterými se potýkala tehdejší církev, a rovněž tak ikonoklasmus. Z toho důvodu jej byzantský císař Leon V. Arménský dal nejprve uvěznit a později poslat do vyhnanství. Po císařově smrti v roce 820 se zřejmě mohl Nikita z vyhnanství vrátit. V závěru života žil v poustevně nedaleko Konstantinopole. Zemřel v roce 824.
Jeho život a působení patří do doby ještě jednotné, nerozdělené církve, proto je jako světec uctíván jak katolíky a církvemi v jednotě s Římem, tak pravoslavnými.